# Distrito de Santa Rosa (La Mar)
El distrito de Santa Rosa es uno de los once que conforman la provincia de La Mar, ubicada en el departamento de Ayacucho en el Sur del Perú.

## Historia
Fue creado mediante Decreto Ley No.25845 del 6 de noviembre de 1992, en el gobierno de Alberto Fujimori.
RESEÑA HISTÓRICA DE SANTA ROSA
Santa Rosa inicialmente se denominaba Capricho, luego cambiaría la nominación del distrito a Santa Rosa en honor a Santa Rosa de Lima.
Con base en la referencia histórica de la época Pre inca e Inca, en el valle donde está ubicado el distrito de Santa Rosa, existen lugares arqueológicos tales como: La Palestina que muestra recintos rectangulares, Vista Alegre con su alineamiento de piedras que se cruzan, los petroglifos, entre otros. Además, se observa la presencia de estas culturas mediante la existencia de hallazgo de instrumentos líticos consistentes en hachas, porras y petroglifos; pero lo particular es la falta de identificación real de la antigüedad del hombre en el valle del Río Apurímac.
Se dice que en 1874 ingresaron los primeros evangelizadores al Valle del Río Apurímac, denominándole como Simariva. Asimismo, los misioneros iniciaron con la explotación de recursos de las montañas de Mantaro y Apurímac, iniciando en las quebradas de Tambo Conga y Sana. Alcanzaron las llanuras de San Agustín, descubriendo el extenso valle, ubicado en la ribera izquierda del río Apurímac. Se relata que en este sector encontraron a muchos infieles, quienes lo recibieron sin muestras de hostilidad; por lo que en el año 1785 fundaron los Padres Misioneros a media legua del río Apurímac una capilla denominándola “Asunción de Simariva” (Pintoresco valle), la cual resultó como centro de operaciones para explotar toda la cuenca del río Apurímac hasta la confluencia con el Mantaro. El valle de Simariva, en 1866 estuvo poblado por varias haciendas con cultivos de coca, café, yuca y otros.
En el periodo republicano, la zona de Luisiana y Simariva del distrito de Santa Rosa, se constituyeron estratégicamente importantes haciendas, donde primaba el latifundismo y cuyos dueños eran la familia Parodi. Con la Ley de Reforma Agraria dictada por el Gobierno de Juan Velasco Alvarado, pasó la propiedad de la tierra a manos del campesino.
En el año de 1960, se desarrolló el plan vial de integración de los pueblos del valle del río Apurímac. El pueblo de Santa Rosa nace como un campamento de los obreros de la carretera a Palmapampa, culminada la obra, muchos trabajadores y algunos visitantes se quedaron, tomando posesión de los bosques para cultivar yuca, café, cacao, maní, coca y otros.
A partir de 1976 se inicia el boom comercial, resultado de un incremento significativo de la cotización internacional del cacao, café, barbasco y maní. Como consecuencia de ello se incrementa el cultivo de estos productos formando cooperativas con fines de comercializar. Este periodo corto sirvió para consolidar la economía de la localidad de Santa Rosa, por primera vez se eligen autoridades en el centro poblado de Santa Rosa y sus anexos.
Durante los años 1980 al 2000, Santa Rosa vivió la historia de la violencia sociopolítica y para resolver, el pueblo se organizó en comités de Defensa Civil Antisubversiva (DECAS), por iniciativa del “Comando” Huayhuaco (Profesor de primaria C.E. de Santa Rosa), generalizándose luego en todo el valle.
En los años 1986-1993, la bonanza económica del distrito se consolidó a través del cultivo y la comercialización de la coca. No obstante, el gobierno central focalizó su intervención con el Programa de Desarrollo Alternativo (PDA) a través de DEVIDA, con productos como el café y el cacao.
Con el tiempo y gracias a la gestión de vecinos notables y la población se logró su elevación a la categoría de distrito.
El distrito de Santa Rosa fue creado políticamente el 6 de noviembre de 1992 y con el Decreto Ley N° 25845 promulgada el 19 de noviembre del mismo año, tiene como capital al centro poblado de Santa Rosa y su primer alcalde fue el Sr. Néstor Molina Bastidas. A la fecha cuenta con una población aproximadamente de             12,377 según datos del INEI y siendo su actual alcalde el Sr. Saturnino Sabino Cavalcanti Gozme.
https://munisantarosa.gob.pe/resena-historica/

## División administrativa

### Centros poblados
- Urbanos
  - Santa Rosa, ubicado a 708 m s. n. m.
  - Miraflores
- Rurales

## Autoridades

### Municipales
- 2019 - 2022[2]
  - Alcalde: Saturnino Sabino Cavalcanti Gozme, de Qatun Tarpuy.
  - Regidores:

https://munisantarosa.gob.pe/
- 1. Yuliana Palomino Huacre (Qatun Tarpuy)
  2. Yuri Rodman Merino Flores (Qatun Tarpuy)
  3. Leoncio Quinto Tincopa (Qatun Tarpuy)
  4. Jhon Jhonathan Galindo Vila (Qatun Tarpuy)
  5. Luis Meza Suárez (Movimiento Regional Gana Ayacucho)

Alcaldes anteriores
- 2015 - 2018: Telesforo Ochoa Taguada
- 2011 - 2014: Melitón Pariona Pareja
- 2007 - 2010: Telesforo Ochoa Taguada.

## Festividades
- Agosto
  - 30: Santa Rosa de Lima, Fiesta Patronal.